# Jean-Léon Destiné
Jean-Léon Destiné (Saint-Marc, 26 marzo 1918 – Manhattan, 22 gennaio 2013) è stato un ballerino haitiano naturalizzato statunitense.
Nacque a Saint-Marc e si trasferì negli Stati Uniti con la compagnia di danza di Lina Mathon-Blanchet nei primi anni '40. Più tardi studiò alla Howard University. Il suo lavoro, divenuto famoso negli anni '40, ha spesso affrontato la storia di Haiti della resistenza al colonialismo e alla schiavitù. Ballò anche con la compagnia di Katherine Dunham e fondò una compagnia di danza nazionale ad Haiti alla fine degli anni '40. Destiné è conosciuto come il padre della danza professionale haitiana.